# مدير الحلبة (سيرك)

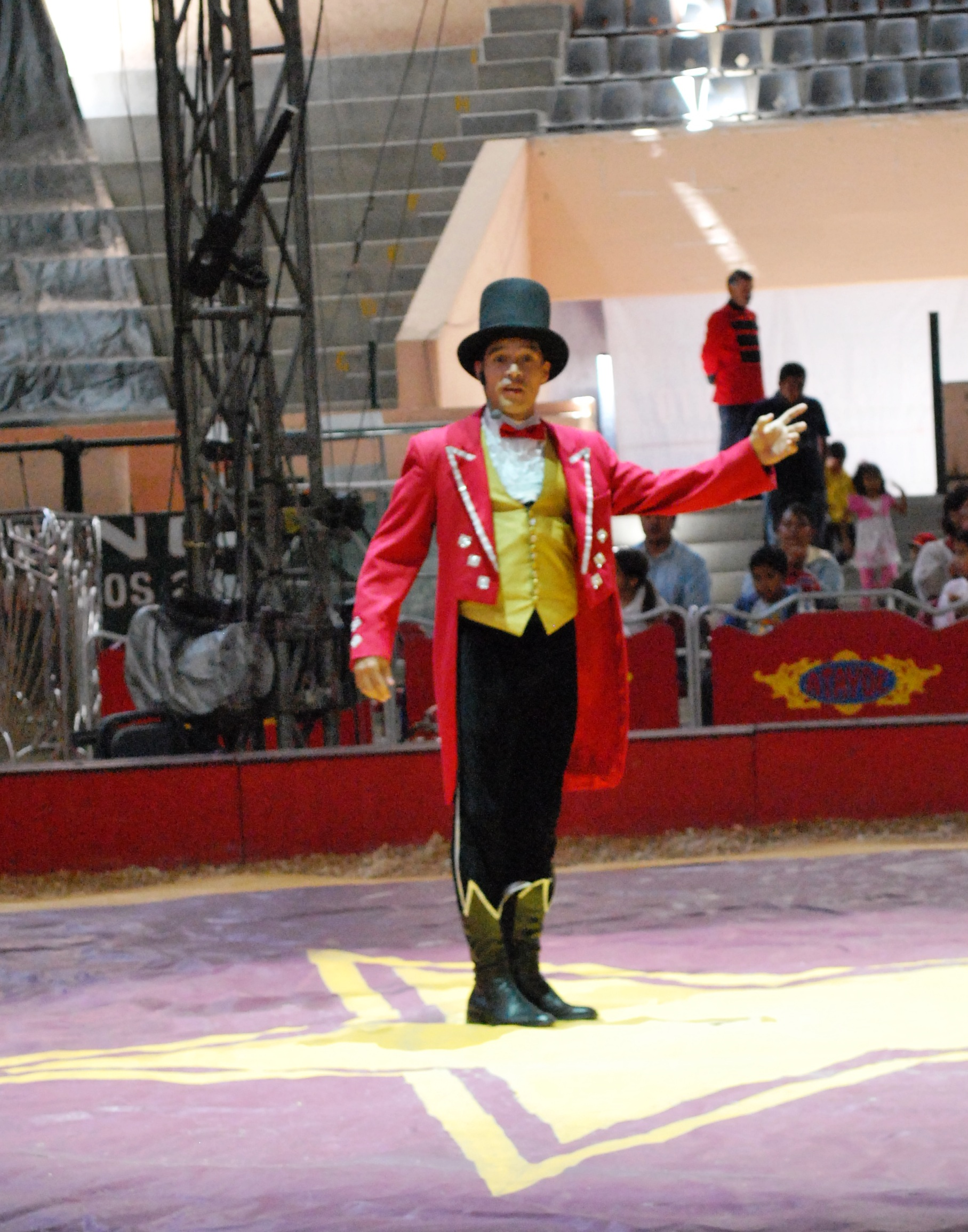
مدير حلبة سيرك أتايدا في فيريا دي هيدالغو 2009 في باتشوكا, هيدالغو, المكسيك

مدير الحلبة (بالإنجليزية: ringmaster)‏ أو في بعض الأحيان قائد الحلبة، هو مؤدي كبير في العديد من عروض السيرك. غالباً ما يشاهد في الحلبة التقليدية، مدير الحلبة هو سيد الأحتفالات التي تقدم أعمال السيرك للجمهور.

## الواجبات والمهام
يقوم مدير الحلبة بتقديم الأعمال المختلفة في عرض السيرك ويوجه الجمهور من خلال تجربته، ويوجه انتباههم إلى مناطق مختلفة من ساحة السيرك ويساعد على ربط الأفعال معاً بينما يتم جلب المعدات وإزالتها من حلقة السيرك. قد يتفاعل مدير الحلبة مع بعض الأفعال، وخاصة الأفعال التهريجية، لجعل الأعمال المختلفة جزءًا من أداء السيرك السلس. وأصبح جزءًا لا يتجزأ من عروض السيرك العديدة، وفي بعض الأحيان يشارك في بعض عناصر أداء العروض.
وظيفة مدير الحلبة التقليدية هي أستخدام الغلو كلما أمكن ذلك أثناء تقديم العارضين ويعمل على تعزيز توقعات الجمهور. وغالباً مايستخدم الألفاظ «الأكبر» و «الأخطر» و «المذهل» و «المثير» وتعبيرات مماثلة شائعة.
يلبس مدير الحلبة عادةً معطفًا مشرقًا، غالبًا ما يكون أحمر مع تقليم ذهبي وقبعة. تم تصميم هذا الزي ليشابه زي الرجال في القرن الثامن عشر، وغالباً ما يتضمن الزي سوطاً، يقوم مدير الحلبة بتوجيه الأداء من خلاله، ليس كمذيع أو مضيف بل كمدير لأعظم أعمال الفروسية. من المتفق عمومًا بأن جورج كلود لوكهارت هو أول من تبنى هذا الزي بناءاً على أوامر بيرترام ميلز في عام 1928، عندما كان لوكهارت مديرًا لحلبة سيرك في أولمبيا، لندن. مؤنث مدير الحلبة تعرف بأسم مديرة الحلبة ringmistress, وغالباً ما ترتدي تنورة حمراء وأحذية عالية سوداء تصل إلى الركبة، وإما نفس المعطف الخفيف ذو الذيول كالذي يلبسه مدير الحلبة أو بلوزة.
في البلدان غير الناطقة بالإنجليزية يعرف مدير الحلبة بعناوين مختلفة. في فرنسا كان يسمى «السيد لويال Monsieur Loyal» من بعد أنسيلمي-بيير لويال (1753-1826), واحدة من أول الشخصيات  الشهيرة في أدارة السيرك.

## المدراء البارزين
- أدولف الثوف
- نورمان باريت
- تومي هانلون الابن
- جوناثان لي ايفرسون
- جورج كلود لوكهارت
- جورج ويليام لوكهارت
- جيم روز
- بي تي بارنوم
- جيمس أنتوني بيلي